# Poa taurica
Poa taurica là một loài thực vật có hoa trong họ Hòa thảo. Loài này được H.N.Pojark. miêu tả khoa học đầu tiên năm 1965.